# 43ª Brigata meccanizzata
La 43ª Brigata meccanizzata autonoma (in ucraino 43-тя окрема механізована бригада?, 43-tja okrema mechanizovana bryhada, unità militare A4698) è un'unità di fanteria meccanizzata delle Forze terrestri ucraine, subordinata al Comando operativo "Est" e con base a Dnipro.

## Storia
La brigata è stata creata il 6 febbraio 2023, come parte dell'espansione dell'esercito ucraino in previsione della controffensiva estiva, sulla base di un battaglione proveniente dalla 93ª Brigata meccanizzata. Ha condotto esercitazioni militari nelle retrovie nel corso dell'estate.
È stata schierata al fronte per la prima volta nell'agosto 2023, venendo impiegata nel settore fra Lyman e Svatove. Qui a metà settembre, insieme alla 68ª Brigata cacciatori, ha respinto un attacco russo condotto da due brigate di fanteria e due reggimenti della 4ª Divisione corazzata delle guardie, infliggendo gravi perdite alle unità nemiche. Trasferita più a nord, nell'area di Kup"jans'k, all'inizio di giugno 2024 ha difeso il villaggio di Ivanivka da diversi assalti russi, distruggendo numerosi veicoli corazzati. Nelle settimane successive ha respinto gli ulteriori tentativi russi di avanzare nel settore. Nel luglio 2025 è stata assegnata al 10º Corpo d'armata, sostituendo la 118ª Brigata meccanizzata.

## Struttura
- Comando di brigata[10]
- 1º Battaglione meccanizzato
- 2º Battaglione meccanizzato
- 3º Battaglione meccanizzato
- 413º Battaglione fucilieri (unità militare A4858)[11]
- 414º Battaglione fucilieri (Dnipro, unità militare A4869)[12]
- 416º Battaglione fucilieri (Charkiv, unità militare A4891)[13]
- Battaglione corazzato (T-64BV)
- Battaglione sistemi senza pilota "Nebesna Mara"
- Gruppo d'artiglieria
  - Batteria acquisizione obiettivi
  - Battaglione artiglieria semovente (2S1 Gvozdika)
  - Battaglione artiglieria semovente (2S1 Gvozdika)
  - Battaglione artiglieria lanciarazzi (BM-21 Grad)
- Battaglione artiglieria missilistica contraerei
- Battaglione genio
- Battaglione manutenzione
- Battaglione logistico
- Compagnia ricognizione
- Compagnia comunicazioni
- Compagnia radar
- Compagnia difesa NBC
- Compagnia medica

## Comandanti
- Colonnello Oleh Barkatov (febbraio 2023 - giugno 2024)[14]
- Colonnello Serhij Ryžov (giugno 2024 - in carica)[15]

## Simboli
Lo stemma della brigata presenta un toro di colore nero, che simboleggia perseveranza, coraggio, forza, audacia e spirito combattivo. L'animale era presente sugli stemmi di alcuni reggimenti cosacchi ucraini, le cui tradizioni sono state ereditate dall'esercito ucraino.